# Patricia de las Heras Fernández
Patricia de las Heras Fernández, née le 15 juin 1988, est une femme politique espagnole membre de Vox.

## Biographie
Avocate de profession, elle a été membre du Parti populaire avant de rejoindre Vox.
Lors des élections générales anticipées du 10 novembre 2019, elle est élue au Congrès des députés pour la XIVe législature.